# Elen Bunatyants
Elen Bunatyants-Shakirova (en russe : Элен Рафаэловна Бунатьянц-Шакирова ; en français : Elen Rafaelovna Bounatiants-Chakirova), née le 2 juin 1970 à Mary, dans la RSS du Turkménistan, est une joueuse soviétique et russe de basket-ball. Elle évoluait aux postes d'ailier fort et de pivot.

## Palmarès
- Championne olympique 1992
- Championne d'Europe 1991
- Troisième du championnat d'Europe 1995
- Troisième du championnat d'Europe 1999
- Finaliste du championnat d'Europe 2005